# Il gatto in tasca
Il gatto in tasca (Chat en poche), conosciuta anche con il titolo A scatola chiusa, è una commedia in tre atti scritta da Georges Feydeau e rappresentata per la prima volta il 19 settembre 1888 presso il Théâtre Déjazet di Parigi. 
L’opera rientra nel genere teatrale del vaudeville ed è il secondo testo di Feydeau, dopo Sarto per signora del 1886, con lunghezza superiore ad un unico atto.

## Trama

### Atto I
Al centro della storia c’è monsieur Pacarel, ricco industriale di zucchero, il quale vive con la seconda moglie Marthe e con Julie, figlia di prime nozze. L’uomo, benestante ma incolto, si mette in testa di far rappresentare, al Teatro dell’Opera, il Don Giovanni di Mozart riscritto proprio da Julie, musicista dal dubbio talento. 
Nel corso di una cena, con ospiti monsieur Landernau e la consorte Amandine, Pacarel, annuncia a tutti di avere ingaggiato Dujetton, un famoso tenore di Bordeaux, grazie alla collaborazione del suo amico Dufaussette, incaricato tramite telegramma di portarlo a Parigi. Il tenore è stato pagato letteralmente a scatola chiusa (da qui il termine chat en poche) e sottratto con uno stratagemma proprio al Teatro, nella speranza di poter barattare la rappresentazione dell’opera di Julie in cambio della restituzione dell’artista. 
Da questo momento iniziano gli equivoci: a suonare alla porta è il nullafacente Dufaussette, scambiato per il tanto atteso tenore di Bordeaux e accolto con tutti gli onori. Al gruppo si uniscono ben presto anche Monsieur Lanoix de Vaux, promesso sposo poco entusiasta di Julie, e sua madre, la cinica e scorbutica madame de Vache, nonché la cameriera Tiburce, innamorata segretamente di monsieur Landernau.  
Dufausset porta con sé una lettera di accompagnamento che non viene aperta da Pacarel. L’unica persona ad incuriosirsi è Tiburce che leggendola scopre subito la verità: si tratta di Jean Marie, figlio scansafatiche di Antoine Dufaussette, l’amico di Pacarel incaricato di ingaggiare il vero tenore. Il ragazzo, cacciato dall'università di Bordeaux, è stato difatti affidato dal padre proprio a Pacarel. 
Tiburce decide di tacere e il finto tenore Dufausset, perditempo e donnaiolo (dunque un vero Don Giovanni), pare perdere la testa per Amandine, tanto da lasciarle un biglietto d’amore. Quest’ultima, letto il testo, pensa che Dufausset possa essere uno sconosciuto, di cui ricorda solo la voce, incontrato anni prima alla colonna Vendôme. 
Intanto Marthe, moglie di Pacarel, utilizza erroneamente una vecchia lettera inviatale da Amandine per incartare i soldi di ingaggio del tenore Dufusset. Quest’ultimo vedendola le chiede se abbia letto il biglietto d’amore lasciatole e capiamo così che il giovane è in realtà innamorato di Marthe, pensando si chiami Amandine. Dufusset, ignaro dell’errore, apre la lettera utilizzata per l’incarto e fraintende quanto scritto. Il testo, difatti, parla di un canarino a cui badare, ma il giovane pensa si tratti di un messaggio in codice per incontrarsi alle spalle del marito. 
L’atto si chiude con la prima prova canora di Dufausset, nonostante le numerose scuse inventate per non aprire bocca. Il finto tenore, tra lo sconcerto generale, emette suoni simili al miagolio di un gatto, suscitando nell'anziana madre di Lanoix un fastidio così forte da doverlo coprire con il grammofono.

### Atto II
La pessima esibizione del tenore stupisce tutti, ad eccezione di Tiburce, e Landernau sembra dubitare più che mai di Dufausset, il quale, nonostante tutto, viene condotto da Pacarel a sostenere un’audizione al Teatro dell’Opera. Ancora una volta Dufausset si rivela un disastro totale, sconvolgendo il direttore d’orchestra, tutti i musicisti e Pacarel stesso, che capisce di aver fatto firmare un contratto ventennale ad un incapace.
Prosegue intanto la giostra di scambi di lettere: Amandine trova un altro biglietto del tenore all'interno del cestino del ricamo, pensando ancora una volta sia indirizzato a lei. La donna, colta in flagrante dal marito con la lettera d’amore tra le mani, dichiara che è in realtà indirizzata a Marthe, moglie di Pacarel (cosa vera tra l’altro). Landernau consegna allora a Marthe la lettera, nella quale Dufausset le dà appuntamento alla serra, spiegandole di indicare l’orario disegnando delle righe sulla giacca del marito Pacarel. 
Quest’ultimo, dopo la disastrosa audizione del tenore, torna a casa furibondo, mentre Dufausset, soddisfatto della sua performance, entra in scena sorridendo.

### Atto III
Pacarel, visto il contratto, decide di utilizzare Dufausset come servitore e lo obbliga a spolverare maldestramente con il piumino. Marthe, intanto, si scopre interessata a Dufausset e decide di utilizzare i messaggi in codice da lui suggeriti nella lettera: far agitare il fazzoletto al marito, disegnare delle righe sulla sua giacca (per definire l’orario dell’appuntamento) e cantare una buffa strofa. La stessa cosa viene compiuta da Amandine, convinta che la lettera sia rivolta a lei. 
Cala la notte e Dufausset, che sembra aver riacquistato la voce, si muove di soppiatto con un candelabro per raggiungere la serra, così come Marthe ed Amandine, tutti e tre sulle note del Don Giovanni. 
Il mattino successivo Dufausset è disperato per il mancato appuntamento con Marthe, che pare non essersi palesata. La donna, però, gli spiega di essersi presentata alle due precise (questo era il numero di righe disegnate sulla giacca del marito), di averlo atteso invano e di aver incrociato, un’ora dopo, Amandine (che invece aveva disegnato tre righe sulla giacca del marito), la quale pareva non volersene andare. Si scopre invece che Dufausset si era presentato alle cinque, pensando di dover sommare il numero di righe sulle giacche dei due mariti (due su quella di Pacarel e tre su quella di Landernau).
Tutto si fa ingarbugliato: il giovane si getta ai piedi di Marthe chiamandola con il nome di Amandine e vedendo arrivare Landernau (marito della vera Amandine) devia l’attenzione abbracciando proprio Amandine, convinto si chiami Marthe. Lo scambio di nomi è oramai chiaro, ma i rispettivi mariti sembrano riderne e le mogli minimizzare. 
Intanto Julie, figlia di Pacarel, pensando anch'ella di essere amata da Dufausset, decide di dichiararsi a quest’ultimo, il quale, vista la dote della ragazza, chiede immediatamente al padre la sua mano, pur non amandola. 
In chiusura un articolo di giornale annuncia l’ingaggio, da parte del Teatro dell’Opera, del vero tenore Dujeton, svelando così la vera identità del giovane. Pacarel scopre, inoltre, che il telegramma con la richiesta di ingaggio del tenore non è mai stato spedito da Tiburce e che la lettera di raccomandazione del padre di Dufausset in favore del figlio non è mai stata aperta. Pacarel acconsente, dunque, alle nozze tra la figlia e Dufausset, ma l’ironica scena finale lascia presagire lo sviluppo di diverse relazioni e tradimenti: Marthe e Dufausset, Amandine e Dufausset, Tiburce e Landernau.

## Accoglienza
Le prime rappresentazioni dell’opera non ebbero successo, ricevendo dalla critica giudizi poco lusinghieri e rimanendo in scena per appena 36 date. Il titolo venne riscoperto negli anni successivi, complice il successo di Monsieur Chasse!' del 1892, ottenendo improvvisamente una grande popolarità.

## Rappresentazioni italiane
Tra le varie messe in scena si ricorda quella del 1981 prodotta e diretta da Gigi Proietti, con adattamento di Roberto Lerici. Tra gli interpreti figuravano Ugo Pagliai (Duffausset), Paola Gassman (Marthe) e Mario Carotenuto (Pacarel). La commedia venne trasmessa anche su Rai 1 il 18 giugno 1983.